# 科罗娜
科罗娜（Corona）是墨西哥莫德洛集團（Grupo Modelo）旗下的一個啤酒品牌，屬於比尔森啤酒種類。“Corona”（科罗娜）一词源于拉丁语，意為“王冠”。
科羅娜是最為知名及銷量最大的啤酒品牌之一，尤其是在歐美及澳地區。
1970年代后進入到亞洲市場；自2007年2月1日起，安海斯－布希公司成為該啤酒在中國大陸的進口商及分銷商。
在美國，科羅娜多年來是銷量最大的進口啤酒品牌。
2019冠狀病毒病疫情期間，因應墨西哥政府宣布暫停非必要業務發展，莫德洛集團於2020年4月3日宣佈暫停科羅娜啤酒生產。

## 外部連結
- Corona.com （页面存档备份，存于）
- 莫德羅集團網站（英文版）